# Цървище
 Тази статия е за селото в България.  За селото в Гърция вижте Цървища.  
Цървище е село в Западна България. То се намира в община Кочериново, област Кюстендил.

## География
Село Цървище се намира в планински район, в подножието на Руенската планина (връх Бобошевски Руен или просто Руен, 1134,2 m), която е част от северния дял на планината Влахина. Селото има три махали – Заешка, разположена на билото на планината, Българец – отвъд река Копривен и Оревица.

## История
Името на селото произлиза от цървената земя в населеното място.

## Население
Численост и дял на етническите групи според преброяването на населението през 2011 г.:
|                     | Численост | Дял (в %) |
| Общо                | 64        | 100,00    |
| Българи             | 64        | 100,00    |
| Турци               | 0         | 0,00      |
| Цигани              | 0         | 0,00      |
| Други               | 0         | 0,00      |
| Не се самоопределят | 0         | 0,00      |
| Неотговорили        | 0         | 0,00      |

## Религии
Населението изповядва християнска религия. Църквата „Света Петка“ в село Цървище е построена през 1872 г. Тя представлява сравнително малка, еднокорабна, псевдобазиликална сграда. Иконостасът е двуредов, добре оформен с дърворезбена украса. Стените отвътре са изписвани в периода 1883 до 1925 година.

## Редовни събития
- На 14 октомври на Петковден се прави курбан за здраве при църквата Света Петка.
- На 6 май Гергьовден курбанът се прави в Заешката Махала – параклиса Свети Георги.
- На 29 юни Петровден в Оревица в новореставрирания параклис има курбан.

## Личности

### Родени в Цървище
- Проф. д-р инж. Димчо Стоилков Чакърски, учен

### Починали в Цървище
- Иван Атанасов – Инджето (1846 – 1896), български революционер, опълченец